# أرماند أوسي
أرماند أوسي (بالإنجليزية: Armand Ossey)‏ (من مواليد 19 أكتوبر 1978)، هو مهاجم كرة قدم دولي سابق من الغابون،